# Cuore di combattente
Cuore di combattente (The Fighting Heart) è un film muto del 1925 diretto da John Ford.

## Trama
Denny Bolton picchia il teppista della città per difendere la sua ragazza per poi incontrarlo sul ring di pugilato a New York City.